# 神奈川県立追浜高等学校
神奈川県立追浜高等学校（かながわけんりつおっぱまこうとうがっこう）は、神奈川県横須賀市夏島町に所在する公立の高等学校。授業力向上推進重点校。

## 設置学科
- 全日制課程 普通科
- 定時制課程 普通科

## 概要
文武両道・独立自主を校訓とし、多彩な学校行事と盛んな部活動が特徴である。また4年制大学への進学実績も高く、難関私立大や国公立大への進学者も増加している。
授業は1日55分授業x6で展開している。1年入学時、芸術系3科目(音楽・美術・書道)のうち1科目を選択し、2年進級時には志望進路に合わせて「必修選択」の授業の中から、生徒個人で必要なものを選択する。そして、3学年では必修科目以外は生徒が選択した授業を履修する形になっている。また、2学期制である。
体育祭、文化祭、合唱コンクール、球技大会(年2回開催)など、学校行事が多岐に渡ることも特徴であり、主だった学校行事は生徒会・各委員会の生徒が企画、運営を行っており自主性が重んじられている。また、部活動も盛んであり、生徒の所属率も高い。

## 沿革
- 1962年10月1日 - 神奈川県立追浜高等学校開校。
- 1963年5月20日 - 開校式挙行
- 1966年1月22日 - 全校舎落成記念式挙行
- 1967年1月14日 - 追浜高校生徒会館（合宿所、部室）落成式挙行
- 1999年11月17日 - 新体育館・武道場落成式挙行
- 2002年4月1日 - 全日制二期制に移行
- 2010年4月22日 - 県の教育力向上推進事業の一環として学力向上進学重点校に指定[1]
- 2012年11月10日 - 創立50周年記念式典を横須賀芸術劇場において挙行
- 2013年 - 学力向上進学重点校に継続して指定される[2]
- 2017年 - 創立55周年を迎える。
- 2022年 - 創立60周年を迎える。

## 交通
- 京浜急行電鉄本線追浜駅 徒歩13分

## 部活動一覧（令和6年度）

### 運動部
- 弓道部
- 剣道部
- サッカー部
- 水泳部
- 卓球部
- チアダンス部
- テニス部
- バスケットボール部
- バドミントン部
- バレーボール部
- 野球部
- ラグビー部
- 陸上競技部
- ソフトテニス部

### 文化部
- 合唱部
- 家庭部
- 華道部
- 棋道部
- 茶道部
- 写真部
- 吹奏楽部
- 美術部
- 軽音楽部
- 放送部
- サイエンス部

### 同好会・その他
- 生徒会執行部
- 書道同好会
- 競技かるた同好会

## 著名な出身者
- KENCHI（EXILE）
- ISEKI（キマグレンのボーカル）
- 飯森範親（指揮者）
- 飯田浩司（アナウンサー）
- 廣瀬隼也（アナウンサー）
- 大滝進矢 (声優)
- ブライアン (YouTuber)
- あいざわ元気（ディスクジョッキー・パーソナリティ）
- 舛方一真　（お笑い芸人・元エレファンツ）
- 渡邊達徳 (ヴァイオリニスト)
- 伊藤惇夫（政治評論家）
- 山中美和子(元読売ジャイアンツウグイス嬢)[3]